# FK Iskra Danilovgrad
FK Iskra Danilovgrad is een Montenegrijnse voetbalclub uit Danilovgrad.
De club werd in 1919 opgericht en speelde lang op regionaal niveau. In de Joegoslavische competities kwam de club enkele seizoenen uit op het tweede federale niveau. In 2015 werd Iskra kampioen in de Druga Crnogorska Liga en promoveerde voor het eerst naar het hoogste niveau. In het seizoen 2019/20 behaalde FK Iskra de derde plaats en was daardoor gerechtigd om Europees te debuteren.

## In Europa
Uitslagen vanuit gezichtspunt FK Iskra Danilovgrad
| Seizoen | Competitie               | Ronde     | Land               | Club              | Totaalscore  | 1e W       | 2e W    | PUC |
| ------- | ------------------------ | --------- | ------------------ | ----------------- | ------------ | ---------- | ------- | --- |
| 2020/21 | Europa League            | voorronde | Vlag van Andorra   | FC Santa Coloma   | 0-0 (4-3 ns) | 0-0 nv (U) |         | 1.5 |
|         |                          | 1Q        | Vlag van Bulgarije | Lokomotiv Plovdiv | 0-1          | 0-1 (T)    |         | 1.5 |
| 2022/23 | Europa Conference League | 1Q        | Vlag van Albanië   | KF Laçi           | 0-1          | 0-0 (U)    | 0-1 (T) | 0.5 |

Totaal aantal punten voor UEFA coëfficiënten: 2.0